# Lorenne Teixeira
Lorenne Maria Geraldo Teixeira (Conselheiro Lafaiete, 8 de janeiro de 1996), é uma voleibolista indoor brasileira, atuante nas posições de Oposta e ponteira, com marca de alcance de 306 cm no ataque e 289 no bloqueio, que atuando pela Seleção Brasileira conquistou a medalha de ouro na edição do Campeonato Sul-Americano Sub-23 de 2016 no Peru e a medalha de ouro no Campeonato Sul-Americano de 2019 no Peru.

## Carreira
Desde a categoria infantojuvenil esteve presente na base da seleção brasileira e disputou o Campeonato Sul-Americano Infantojuvenil de 2012 em Callao obtendo a medalha de prata. Representou o país na edição da Copa Pan-Americana Infantojuvenil de 2013 realizada na Cidade da Guatemala. e disputou pela seleção brasileira a edição do Campeonato Mundial Infantojuvenil de 2013 em Nakhon Ratchasima, Tailândia.
No ano de 2014 foi convocada para seleção brasileira cujo elenco enviado para ganhar experiência e em sua maioria da categoria juvenil, e disputou a edição dos Jogos Sul-Americanos de Santiago, Chile, ocasião que terminou com a medalha de bronze, também disputou a edição do Campeonato Sul-Americano Juvenil de 2014 em Barrancabermeja e conquistando a medalha de ouro novamente foi convocada para Seleção Brasileira e disputou a edição do Campeonato Mundial Juvenil de 2015 realizado em Porto Rico sagrando-se medalhista de prata.
Em 2015 foi convocada para representar a seleção brasileira na edição disputou a edição do Campeonato Mundial Sub-23 sediado em Ankara conquistando a medalha de ouro, já pela seleção no ano de 2016 disputou o Campeonato Sul-Americano Sub-23 realizado em Lima conquistando a medalha de ouro.
Em 2019 conquistou pela seleção principal a medalha de prata na Liga das Nações, na sequência terminou na quarta colocação na edição dos Jogos Pan-Americanos sediados em Lima, mais tarde sagrou-se campeã do Campeonato Sul-Americano realizado em Cajamarca e foi premiada como a melhor jogadora da competição.
Em 2021, foi novamente convocada para seleção brasileira, participando da Liga das Nações e conquistando, pelo segundo ano consecutivo, a medalha de prata. No mesmo ano, esteve entre as selecionáveis para as olimpíadas de Tóquio, sendo cortada após o término da Liga das Nações. No entanto, após o término das Olimpíadas de Tóquio, Lorenne foi convocada mais uma vez para disputar o Sul-Americano.
Em 2022, Lorenne foi vice-campeã da Liga das Nações 2022 em Ankara, Turquia]], perdendo a final para a Itália, e do Campeonato Mundial 2022 em Apeldoorn, Holanda, diante da Sérvia.
Em 2024, foi medalhista de bronze nos Jogos Olímpicos de Verão de 2024 em Paris, França. Jogou pouco no torneio, sendo reserva nos dois primeiros jogos e sendo poupada a partir do terceiro ao sentir dores na panturrilha.

## Clubes
| Clube                      | De        | A         |
| -------------------------- | --------- | --------- |
| Mackenzie                  | 2007-2008 | 2012-2013 |
| ADC Bradesco               | 2013-2014 | 2013-2014 |
| Esporte Clube Pinheiros    | 2014-2015 | 2014-2015 |
| Rio de Janeiro Vôlei Clube | 2015-2016 | 2015-2016 |
| SESI-SP                    | 2016-2017 | 2016-2017 |
| Osasco Voleibol Clube      | 2017-2018 | 2018-2019 |
| Barueri                    | 2019-2020 | 2019-2020 |
| Rio de Janeiro Vôlei Clube | 2020-2021 | 2020-2021 |
| Saitama Ageo Medics        | 2021-2022 | 2021-2022 |

## Títulos e resultados

### Pelo São Paulo/Barueri
- Campeã do Campeonato Paulista 2019

### Pelo Osasco Voleibol Clube
- Campeã do Campeonato Paulista 2017
- Campeã da Copa Brasil 2018
- Vice-campeã do Campeonato Paulista 2018
- 3º lugar da Superliga 2018/2019

### Pelo Rio de Janeiro Voleibol Clube
- Campeã do Campeonato Carioca 2020
- Campeã do Campeonato Sul-Americano de Clubes 2016
- Campeã da Superliga 2015/2016
- Campeã da Supercopa 2015
- Campeã do Campeonato Carioca 2015

### Pelo Esporte Clube Pinheiros
- Campeã da Copa Brasil 2015

### Pela Seleção Brasileira Principal
- Vice-campeã do Campeonato Mundial - 2022
- Campeã do Campeonato Sul-Americano de 2019
- Campeã do Campeonato Sul-Americano de 2021
- Vice-campeã da Liga das Nações 2021
- Vice-campeã da Liga das Nações 2019
- 4º lugar dos Jogos Pan-Americanos 2019

## Premiações individuais
- MVP do Campeonato Sul-Americano de 2019